# Mercyful Fate
Mercyful Fate je dánská heavymetalová hudební skupina, založená v roce 1981 v Kodani. Svou činnost formálně neukončila, ale od roku 2000 nevydala žádný nový materiál. Za jejich nejlepší desku je považována ta druhá – Don’t Break The Oath. Ale také mnohá další alba v diskografii kapely jsou kladně hodnocena jak metalovými fanoušky, tak i hudební kritikou.
Obnovení aktivity
Dne 1. srpna 2019 bylo oznámeno, že Mercyful Fate odehraje blíže nespecifikovaný počet koncertů po celé Evropě v létě 2020. Kromě již dříve vydaného materiálu se kapela v průběhu léta chystala zahrát také nové písně. („The Jackal of Salzburg'')
V květnu 2020 v rozhovoru pro časopis Heavy Shermann řekl, že „napsal šest nebo sedm písní“ pro nové album skupiny. Uvedl, že se neočekává, že by nové album Mercyful Fate vyšlo dříve než v roce 2025, kvůli tvorbě alba the Institute (King Diamond).

## Poslední sestava
- King Diamond – zpěv, klávesy
- Mike Wead (Mikael Wikström) – kytara
- Hank Shermann (Rene Krolmark) – kytara, baskytara
- Bjarne T. Holm (Bob Lance) – bicí
- Sharlee D'Angelo (Charles Peter Andreason) – baskytara

## Alba
- 1983 Melissa
- 1984 Don't Break the Oath
- 1993 In the Shadows
- 1994 Time
- 1996 Into the Unknown
- 1998 Dead Again
- 1999 9